# Al-Nasr Salala
Al-Nasr Sports, Cultural and Social Club (ar. ادي النصر الرياضي و الثقافي و الاجتماعي) – omański klub piłkarski grający w pierwszej lidze omańskiej, mający siedzibę w mieście Salala.

## Historia
Klub został założony 20 maja 1970 roku. W swojej historii klub pięciokrotnie wywalczył tytuł mistrza Omanu w sezonach 1979/1980, 1980/1981, 1988/1989, 1997/1998 i 2003/2004. Zdobył również pięć Pucharów Omanu w 1995, 2000, 2002, 2005 i 2018 oraz Puchar Ligi Omańskiej w 2016.

## Sukcesy
- Oman Professional League:

mistrzostwo (5):  1979/1980, 1980/1981, 1988/1989, 1997/1998, 2003/2004
wicemistrzostwo (5): 1982/1983, 1984/1985, 1989/1990, 1998/1999, 1999/2000
- Puchar Omanu:

zwycięstwo (5):  1995, 2000, 2002, 2005, 2018
finał (6): 1981, 1986, 1987, 1988, 1999, 2001
- Puchar Ligi Omańskiej:

zwycięstwo (1):  2016
- Superpuchar Omanu:

finał (1): 2002

## Stadion
Domowe mecze klub rozgrywa na stadionie o nazwie Malab as-Sa’ada, położonym w mieście Salala. Stadion może pomieścić 12000 widzów.